# Grzymysław
Grzymysław is een plaats in het Poolse district  Śremski, woiwodschap Groot-Polen. De plaats maakt deel uit van de gemeente Śrem en telt 210 inwoners.

## Verkeer en vervoer
- Station Grzymysław